# Ichneumon bicingulatus
Ichneumon bicingulatus là một loài tò vò trong họ Ichneumonidae.